# Zielenica (polana)
Zielenica – polana w Gorcach znajdująca się na grzbiecie opadającym z Kiczory do Przełęczy Knurowskiej. Położona jest na wysokości 1090–1220 m n.p.m. i ma powierzchnię 29,48 ha (2004 r.).
Wiosną na Zielenicy masowo zakwitają krokusy. Część polany zajmuje łąka mieczykowo-mietlicowa, z dominującymi gatunkami traw: mietlica pospolita, śmiałek darniowy, kostrzewa czerwona. Duża część polany jest sucha i jałowa – tutaj dominuje bliźniczka psia trawka, wśród której zakwita dziewięćsił bezłodygowy, kuklik górski, pięciornik złoty, jastrzębiec Lachenala. Na podmokłej zachodniej części rosną turzyca (najpospoliciej turzyca żółta) i wełnianka szerokolistna z puchatymi, białymi owocostanami. Latem zakwita na łące kilka gatunków chronionych roślin z rodziny storczykowatych: gółka długoostrogowa, kruszczyk błotny, storczyca kulista, podkolan biały. Ze zwierząt licznie występuje tutaj jaszczurka żyworodna i jaszczurka zwinka.
Polana ma duże walory widokowe. Rozległe widoki na Beskid Sądecki, Pieniny, Magurę Spiską, Podhale, Pasmo Lubania i inne szczyty Gorców. Opracowana przez Gorczański Park Narodowy i zamontowana na polanie tablica zawiera panoramę widokową z opisem szczytów widocznych z polany.
Polana znajduje się na obszarze Gorczańskiego Parku Narodowego (obwód ochronny Jaworzyna i Kiczora), w granicach wsi Ochotnica Górna w województwie małopolskim, w powiecie nowotarskim, w gminie Ochotnica Dolna.

## Szlaki turystyki pieszej
Główny Szlak Beskidzki, odcinek: Przełęcz Knurowska – Karolowe – Rąbaniska – Zielenica – Hala Nowa – Hala Młyńska – Kiczora – Trzy Kopce – Polana Gabrowska – Hala Długa – Turbacz. Odległość 8,5 km, suma podejść 610 m, suma zejść 140 m, czas przejścia 3 godz., z powrotem 2 godz. 5 min.

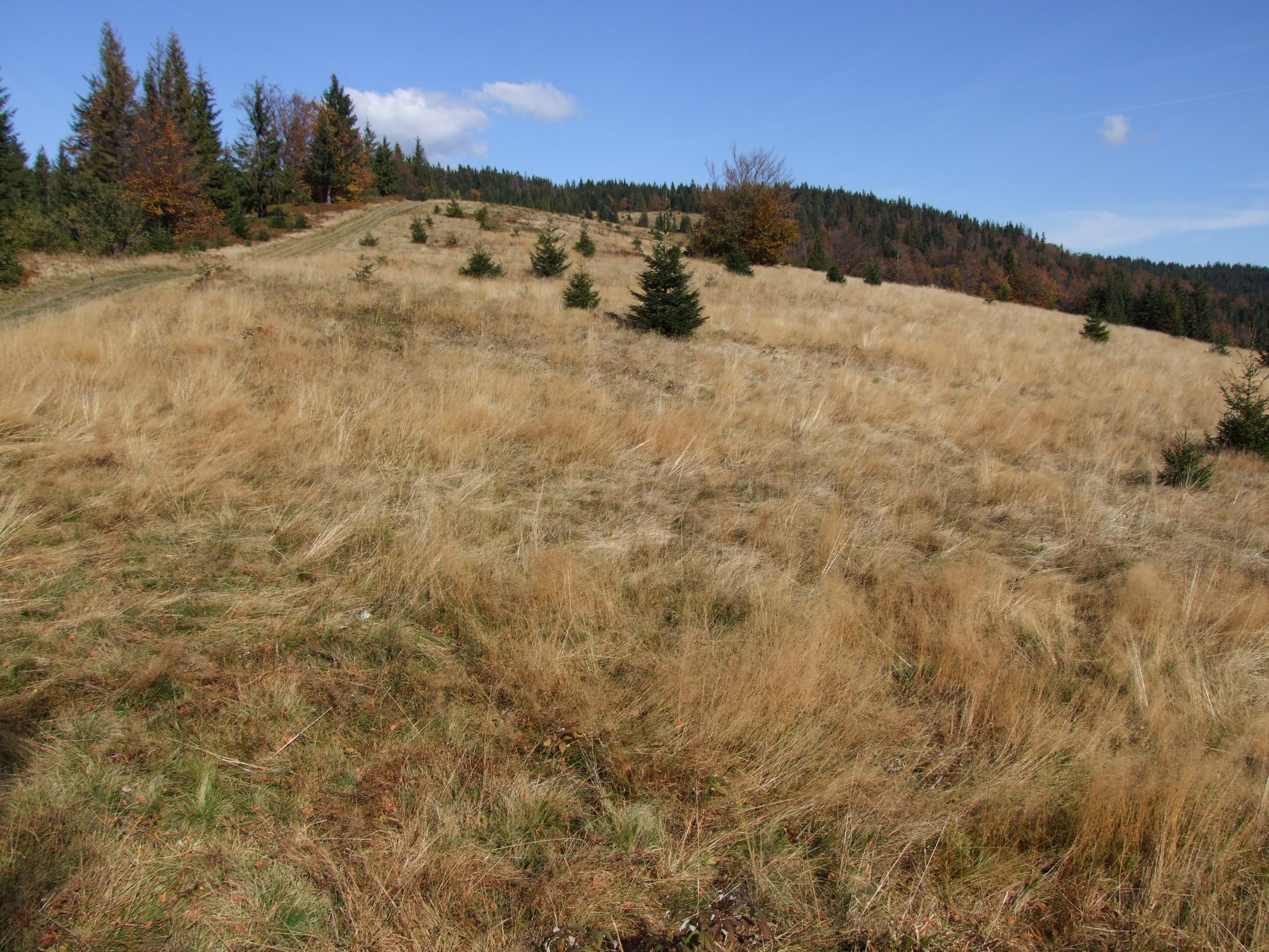